# Малино
Малино (мкд. Малино) је насеље у Северној Македонији, у средишњем делу државе. Малино је село у саставу општине Свети Никола.

## Географија
Малино је смештено у средишњем делу Северне Македоније. Од најближег града, Штипа, насеље је удаљено 40 km северозападно.
Насеље Малино се налази у историјској области Овче поље. Село није смештено у самом пољу, већ северозападно од поља, на североисточним падинама Градиштанске планине. Надморска висина насеља је приближно 470 метара.
Месна клима је умерено континентална.

## Становништво
Малино је према последњем попису из 2002. године имало 45 становника.
Већинско становништво су етнички Македонци (100%).
Претежна вероисповест месног становништва је православље.